# Bugari
Bugari Armando – włoski producent akordeonów. Firma powstała w 1900 r. w mieście Castelfidardo. Bugari jest obecnie jednym z największych producentów akordeonów koncertowych. Modele tej marki słyną przede wszystkim z ciepłego brzmienia regestrów kanałowych (tzw. casotto).
Obecnie w zakładach firmy Bugari produkowane są także akordeony marki „Zero Sette”. Odznaczają się one przede wszystkim dużą doskonałością techniczną, zwłaszcza mechaniki konwertera lewego manuału. Firma Zero Sette została założona w 1945 r. w Castelfidardo przez siedmiu mężczyzn (stąd pochodzi jej nazwa - w języku polskim "07").